# Občina Šentilj
Občina Šentilj je ena od občin v Republiki Sloveniji. Meji na občine Apače, Kungota, Pesnica, Sveta Ana in Sveti Jurij v Slovenskih goricah.

## Naselja v občini
Ceršak, Cirknica, Dražen Vrh, Jurjevski Dol, Kaniža, Kozjak pri Ceršaku, Kresnica, Plodršnica, Selnica ob Muri, Sladki Vrh, Spodnja Velka, Srebotje, Stara Gora pri Šentilju, Svečane, Šentilj v Slovenskih goricah, Šomat, Štrihovec, Trate, Vranji Vrh, Zgornja Velka, Zgornje Dobrenje, Zgornje Gradišče

## Lega
Občina Šentilj leži v zahodnih  Slovenskih goricah, med  Dravo in  Muro. Meri 65 km² in ima okoli 8100 prebivalcev. Severno od  naselja Šentilj je mednarodni mejni prehod.